# David McLean (Fußballspieler, 1890)
David Prophet McLean (* 13. Dezember 1890 in Forfar; † 21. Dezember 1967) war ein schottischer Fußballspieler. Der Stürmer war im schottischen und englischen Profifußball aktiv und spielte einmal für die schottische Nationalmannschaft.

## Sportlicher Werdegang
Nachdem McLean als Jugendlicher für verschiedene lokale Mannschaften gespielt hatte, schloss er sich 1907 Forfar Athletic an. Schnell wechselte er jedoch weiter in den vom Ligaverband Scottish Football League organisierten Profifußball und ging zu Celtic Glasgow. Im Oktober 1907 erzielte er beim 2:1-Sieg im Wiederholungsspiel des Finals um den Glasgow Cup gegen die Glasgow Rangers den zweiten Celtic-Treffer zu seinem ersten Titelgewinn. Mit dem Klub gewann er zweimal den Meistertitel, stand jedoch die meiste Zeit im Schatten von Jimmy Quinn.
Daher zog McLean 1909 noch als Teenager zu Preston North End in den englischen Fußball weiter. Hier verzeichnete er mit 25 Toren in 49 Ligaspielen in den folgenden beiden Jahren eine respektable Quote, der Klub befand sich jedoch seit der Vizemeisterschaft in der Spielzeit 1905/06 im Abschwung. 1911 wechselte er innerhalb der First Division zu The Wednesday. In seiner Debütsaison reüssierte er als regelmäßiger Torschütze und krönte sich gemeinsam mit Harry Hampton von Aston Villa und George Holley vom AFC Sunderland mit 25 Saisontoren zum Torschützenkönig. Im Rahmen der British Home Championship 1911/12 kam er im März 1912 zu seinem einzigen Länderspieleinsatz, beim 1:1-Remis gegen England blieb er ohne eigenen Torerfolg. In der Spielzeit 1912/13 war er mit 30 Treffern nochmals erfolgreicher, neben dem erneuten – dieses Mal alleinigen – Torschützenkönigtitel führte er den Klub auf den dritten Tabellenplatz hinter Meister AFC Sunderland und Aston Villa. Es folgten neun Tore in 15 Spielen in der folgenden Spielzeit, parallel rutschte der Klub in den Abstiegskampf. In der Spielzeit 1914/15 war er vor seinem schottischen Landsmann Andy Wilson mit 22 Treffern wieder bester vereinsinterner Torschütze, Bobby Parker von Meister FC Everton – mit drei Punkten Rückstand belegte The Wednesday den siebten Platz – wurde mit 35 Toren Torschützenkönig.
Nach Ausbruch des Ersten Weltkriegs kam der Ligabetrieb in England zum Erliegen. Daher kehrte er als Spieler zu Third Lanark nach Schottland zurück. Nach 70 Toren in drei Jahren zog er zum amtierenden Meister Glasgow Rangers weiter. In der Spielzeit 1918/19 erzielte er 29 Treffer in 24 Meisterschaftsspielen und war damit schottischer Torschützenkönig, es reichte jedoch hinter Ex-Klub Celtic Glasgow nur zur Vizemeisterschaft. Ein Titelgewinn gelang im Glasgow Cup, wo es erneut zum Old Firm in der Finalpartie kam. Anschließend kehrte er zu The Wednesday zurück, wurde aber kurz danach nach drei Saisonspielen in der Spielzeit 1919/20 zu Bradford Park Avenue transferiert. Nach dem Abstieg aus der Second Division 1922 kehrte er abermals nach Schottland zurück und spielte für den FC Dundee. Im Scottish FA Cup 1924/25 erreichte er unter Trainer Sandy MacFarlane mit der Mannschaft das Endspiel, das trotz seiner zwischenzeitlichen 1:0-Halbzeitführung gegen Celtic Glasgow nach Treffern von Patsy Gallacher und Jimmy McGrory an der Seite von Spielern wie Dave Halliday, Sam Irving und Jock Thomson mit 1:2 verloren ging. 1926 kehrte er zu Forfar Athletic zurück, der Klub war zwischenzeitlich ebenso der Scottish Football League beigetreten. 1931 beendete er dort seine aktive Laufbahn.
Sein Bruder George McLean war ebenfalls Fußballprofi, in Bradford spielten sie zeitweise zusammen im englischen Profifußball.